# Stade Vélodrome

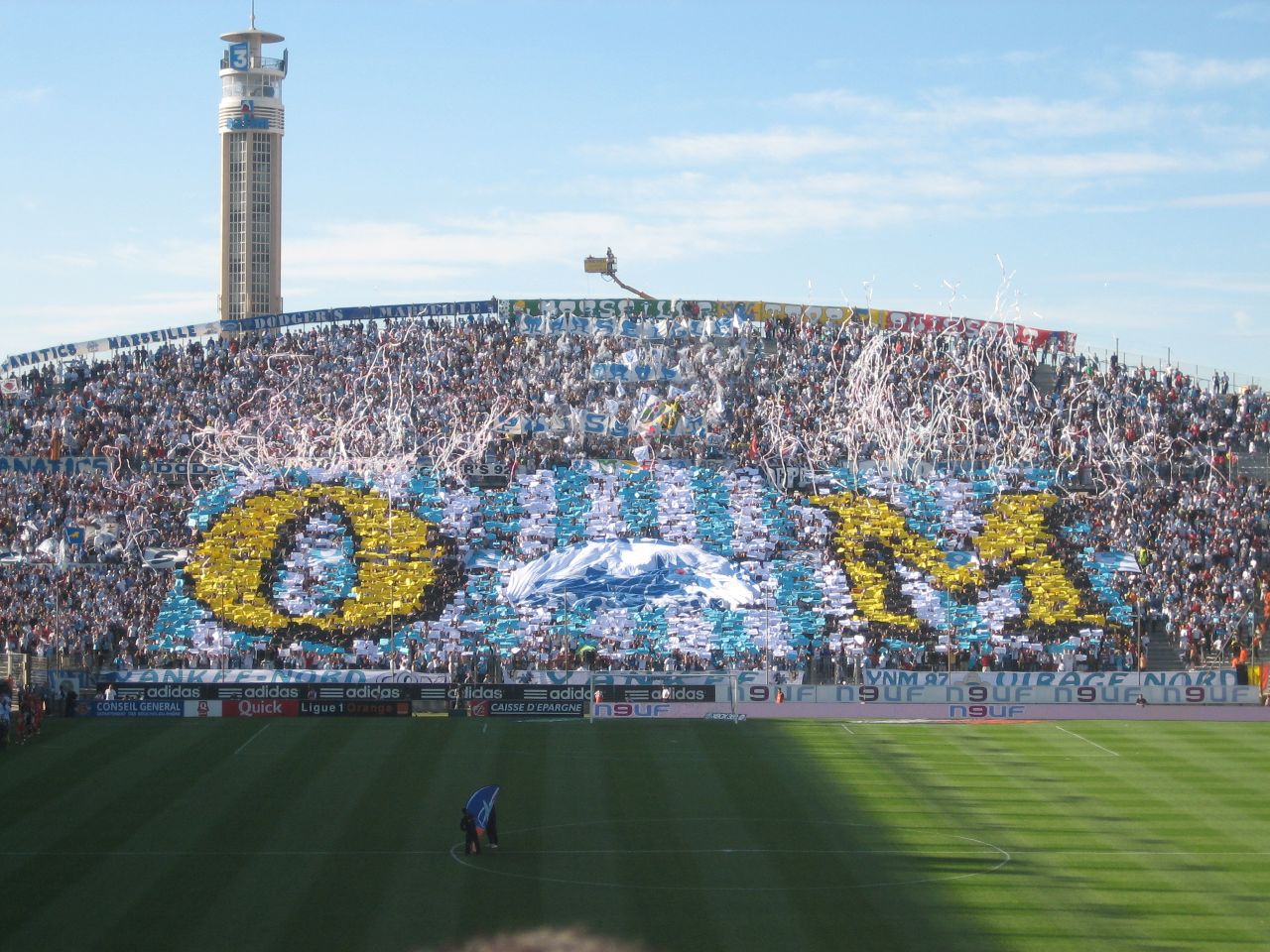
Virage Nord arborând un banner tifo cu numele OM în 2006

Stade Vélodrome (pronunție în franceză [stad velɔdʁɔm]) este un stadion din in Marseille, Franța. El este stadionul de casă al clubului de fotbal francez Olympique de Marseille și a fost gazdă pentru Campionatul Mondial de Fotbal 1998. Înainte începerea renovării, el era cel mai mare stadion al unui club de fotbal din Franța, cu o capacitate de 60.031 locuri, însă capacitatea sa actuală e de 48.000 locuri din cauza renovărilor în curs de desfășurare pentru Campionatul European de Fotbal 2016. E planificat ca la finisarea construcțiilor, în 2014, capacitatea sa să fie 67.000 de locuri.
Audiența record pe stadion a fost în 2004, într-o semifinală din sezonul 2003–2004 al Cupei UEFA, între formația locală și Newcastle United F.C.. La acel meci, numărul spectatorilor a atins 58.897.

## Istorie
În 1935 s-a început construcția stadionului. Primul meci oficial a fost găzduit pe 13 iunie 1937, un amical cu formația italiană Torino F.C. încheiat cu victoria gazdelor (2–1).

## Spectatori

Vedere panoramică a Stade Vélodrome în 2007

În 2002, Division 1 a fost redenumită în Ligue 1. Media de spactatori a lui Olympique de Marseille pentru fiece sezon începând cu 2000-01 este prezentată mai jos:
| Sezon   | Media de spectatori | Liga       |
| ------- | ------------------- | ---------- |
| 2000–01 | 50,755              | Division 1 |
| 2001–02 | 50,030              | Division 1 |
| 2002–03 | 48,233              | Ligue 1    |
| 2003–04 | 51,785              | Ligue 1    |
| 2004–05 | 52,996              | Ligue 1    |
| 2005–06 | 49,731              | Ligue 1    |
| 2006–07 | 49,005              | Ligue 1    |
| 2007–08 | 52,601              | Ligue 1    |
| 2008–09 | 52,276              | Ligue 1    |
| 2009–10 | 50,045              | Ligue 1    |
| 2010–11 | 51,081              | Ligue 1    |
| 2011–12 | 40,445              | Ligue 1    |
| 2012-13 | 33,473              | Ligue 1    |

## Meciuri la Campionatul Mondial de Fotbal 1938
| Data          | Ora (CET) | Echipa #1 | Rezultat     | Echipa #2 | Runda      | Spectatori |
| ------------- | --------- | --------- | ------------ | --------- | ---------- | ---------- |
| 5 iunie 1938  | 17:00     | Italia    | 2–1 (a.e.t.) | Norvegia  | R1         | 18,000     |
| 16 iunie 1938 | 18:00     | Italia    | 2–1          | Brazilia  | Semifinale | 30,000     |

## Meciuri la Campionatul Mondial de Fotbal 1998
| Data          | Ora (CET) | Echipa #1 | Rezultat       | Echipa #2     | Runda              | Spectatori |
| ------------- | --------- | --------- | -------------- | ------------- | ------------------ | ---------- |
| 12 iunie 1998 | 21:00     | Franța    | 3–0            | Africa de Sud | Grupa C            | 55,077     |
| 15 iunie 1998 | 14:30     | Anglia    | 2–0            | Tunisia       | Grupa G            | 54,587     |
| 20 iunie 1998 | 21:00     | Olanda    | 5–0            | Coreea de Sud | Grupa E            | 55,000     |
| 23 iunie 1998 | 21:00     | Brazilia  | 1–2            | Norvegia      | Grupa A            | 55,000     |
| 27 iunie 1998 | 16:00     | Italia    | 1–0            | Norvegia      | Round of 16        | 55,000     |
| 4 July 1998   | 16:00     | Olanda    | 2–1            | Argentina     | Sferturi de finală | 55,000     |
| 7 July 1998   | 21:00     | Brazilia  | 1–1 (4–2 pen.) | Olanda        | Semifinale         | 54,000     |

## Structura
Stadionul are patru tribune denumite în cinstea atleților (sprinterul Jean Bouin și ciclistul Gustave Ganay), figura istorică (Chevalier Roze) și un urs popular (Patrice De Peretti, poreclit "Depe", care a decedat subit în iulie 2000).

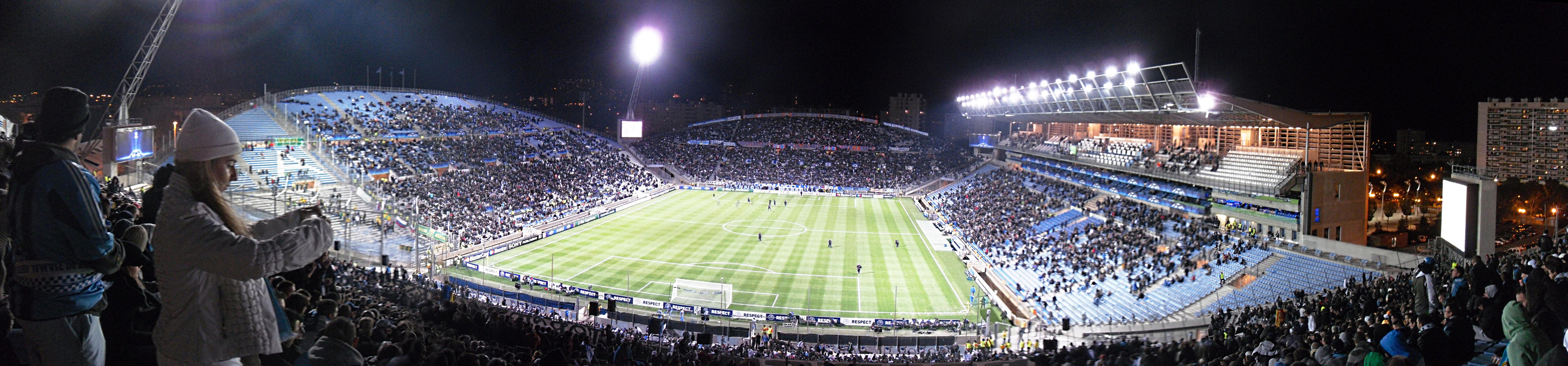
Vedere panoramică a stadionului, la pauza meciului Olympique de Marseille-MSK Žilina (octombrie 2010)

| 1 | Tribuna Jean Bouin        |
| 2 | Virage Sud Chevalier Roze |
| 3 | Tribuna Ganay             |
| 4 | Virage Nord De Peretti    |
| 5 | Galeria presei            |
| 6 | Loje                      |
| 7 | Sala VIP                  |

## Galerie

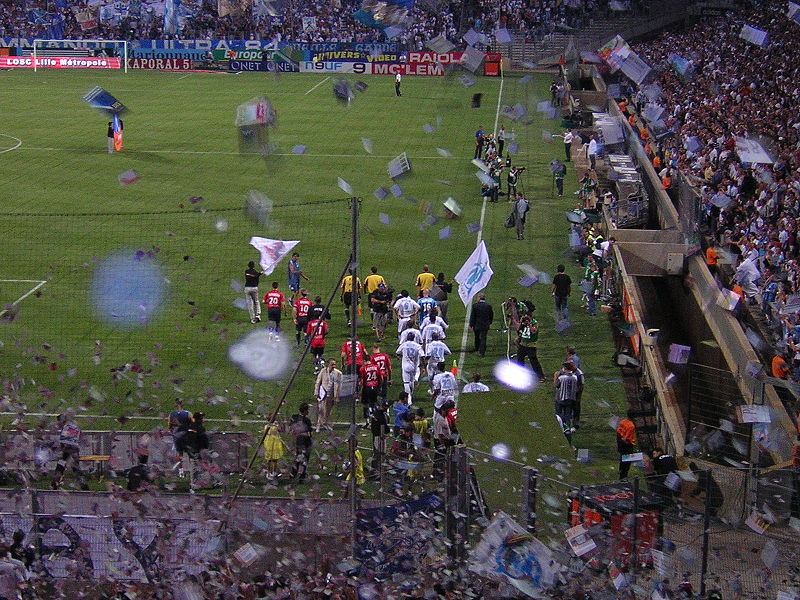
OM-Lille OSC 2004
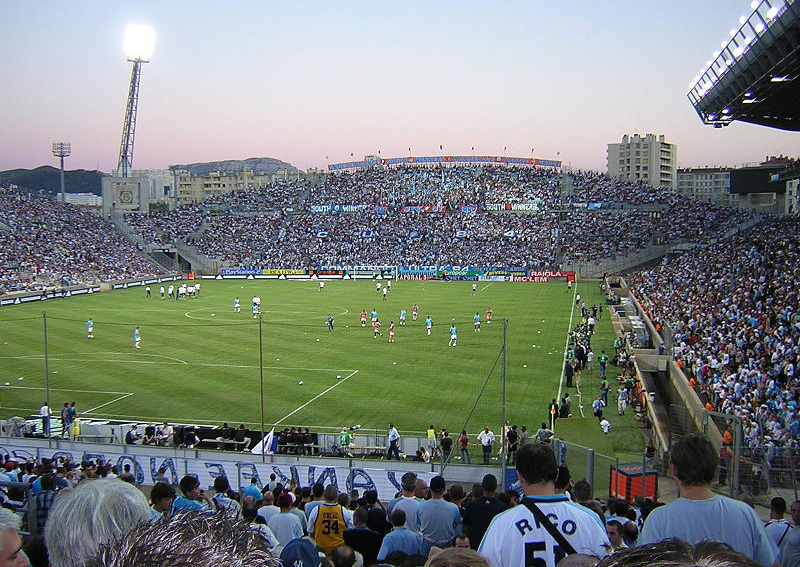
OM-LOSC 2004 before the match, viewed from the Virage Nord
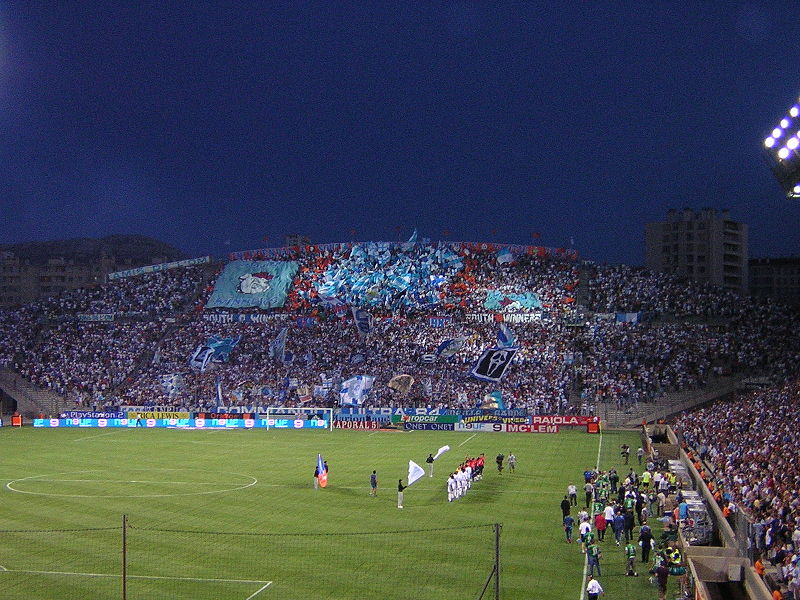
Photo of the Virage Sud – OM-Lille OSC 2004
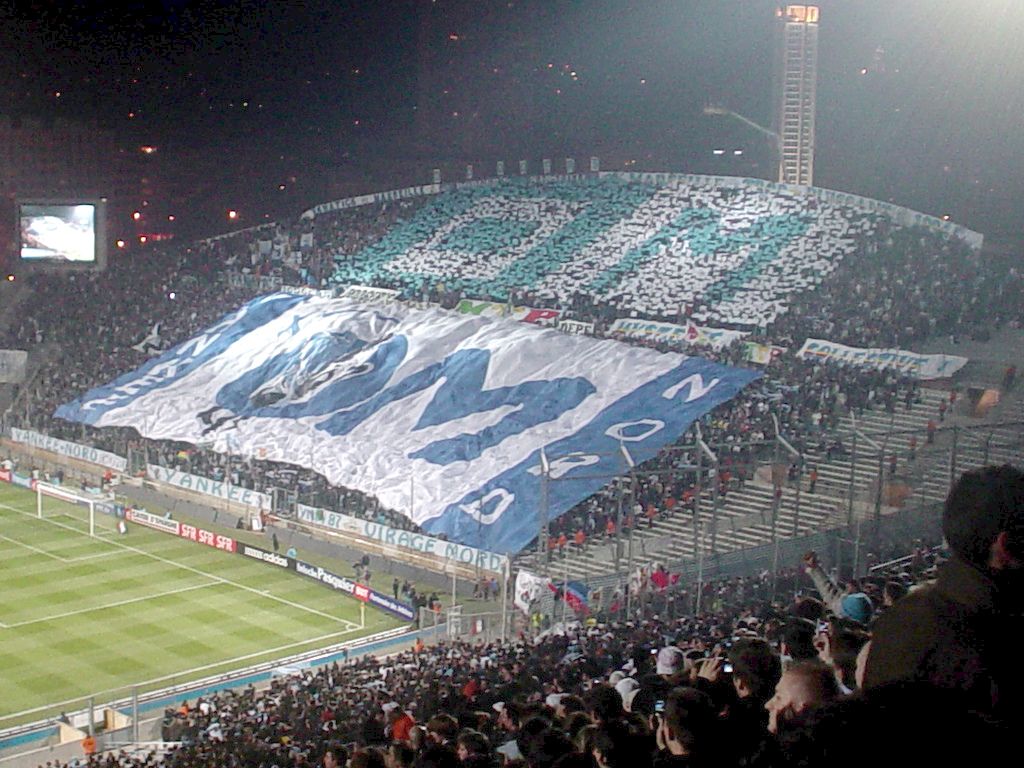
OM-OL 2007 – quarterfinal of the Coupe de France
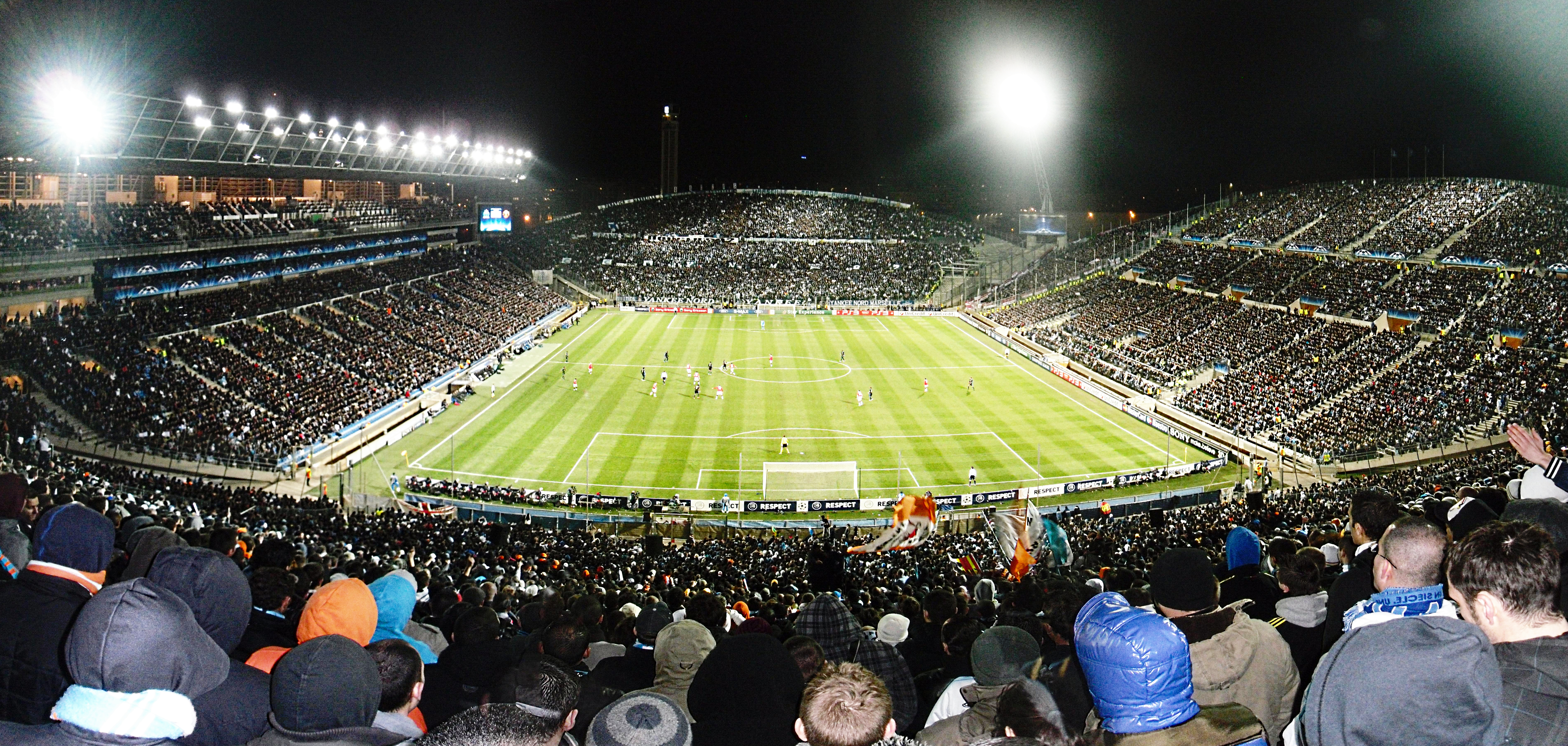
Vedere panormaică a stadionului Vélodrome la meciul OM-Manchester din 23 februarie 2011